# Temple de Mahabodhi
El Temple de Mahabodhi (Temple del Gran Despertar) és un temple budista Patrimoni de la Humanitat de la UNESCO situat a Bodh Gaya a l'indret on suposadament Siddharta Gautama va arribar al despertar o Nirvana, a uns 96 kilòmetres (60 milles) de Patna a l'Índia.
El lloc conté un descendent de l'arbre Bodhi sota el qual Buda va arribar al nirvana. Aquest ha estat un important destí de peregrinació per hindús i budistes durant més de dos mil anys, i alguns elements probablement daten del període de Ashoka (mort c. 232 aC). La major part de les construccions han estat datades vers el s.VII dC, amb diferents restauracions importants del s.XX. No obstant això, l'estructura sembla que incorpora grans parts de treballs anteriors, possiblement del s.II o s.III dC.
Molts dels elements escultòrics més antics s'han traslladat al museu que es troba al costat del temple, i alguns, com el mur de baranes de pedra tallada al voltant de l'estructura principal, han estat reemplaçades per rèpliques. La supervivència del temple principal és especialment impressionant, ja que estava feta principalment de maó recobert amb estuc, materials que són molt menys duradors que la pedra. Malgrat això, s'entén que molt poca de la decoració escultòrica original ha sobreviscut.
El conjunt del temple, construït amb maons, inclou dos grans torres shikhara de costats rectes. La torre més gran té 55 metres d'alçada i està rodejada de quatre torretes menors del mateix estil. El temple està rodejat de dues balustrades de pedra als quatre cantons, el més antic dels quals datat del segle iii aC. L'altre, amb imatge de déus com Lakxmi o Súrya data de l'època de l'Imperi Gupta (300-600 dC).
Es tracta d'un dels edificis més antics d'aquest tipus a l'Índia i va tenir gran influència en el desenvolupament de l'arquitectura religiosa en aquesta regió. Aquesta és una característica estilística que ha continuat en els temples jainistes i hindús fins als nostres dies, i va influir en l'arquitectura budista en altres països, en formes com la pagoda.

## El Buda
Els relats tradicionals diuen que al voltant del 589 aC, Siddharta Gautama, un jove príncep que va veure el patiment del món i va voler acabar amb ell, va arribar a les ribes boscoses del riu Phalgu, prop de la ciutat de Gaya (Índia). Allà es va asseure a meditar sota un arbre de pippal (ficus religiosa o figuera de les pagodes) que més tard es va conèixer com a arbre Bodhi. Segons les escriptures budistes, després de tres dies i tres nits, Siddharta va arribar al nirvana i les respostes que havia estat estava buscant durant anys. En aquell lloc, el Temple Mahabodhi va ser construït per l'Emperador Ashoka, al voltant del 260 aC.
A continuació d'aquest episodi del nirvana, Buda va passar les següents set setmanes en set punts diferents del veïnatge meditant i considerant la seva experiència. Diferents llocs específics al Temple Mahabodhi actual es relacionen amb les tradicions que envolten aquestes set setmanes:
1. La primera setmana va estar sota l'arbre Bodhi.
2. Durant la segona setmana, Buda va romandre dempeus i va mirava ininterrompudament l'arbre Bodhi. Aquest lloc està marcat per l'Estupa Animeshlocha, és a dir, l'estupa o santuari que no parpelleja, al nord-est del conjunt del Temple Mahabodhi. Allà es troba una estàtua de Buda amb els seus ulls fixos a l'arbre Bodhi.
3. La tercera setmana, es diu que Buda va caminar d'anada i tornada entre la ubicació de l'estupa Animeshlocha i l'arbre Bodhi. Segons la llegenda, brollaren flors de lotus al llarg d'aquesta ruta; ara s'anomena Ratnachakrama o el passeig de les joies.
4. Va passar la quarta setmana prop de Ratnagar Chaitya, al costat nord-est.
5. Durant la cinquena setmana, Buda va respondre en detall a les consultes dels brahmans sota l'arbre Ajapala Nigodh, ara marcat per un pilar.
6. Va passar la sisena setmana al costat de l'estany de Lotus.
7. La setena setmana, va passar-la sota l'arbre Rajyatna.[3]

## Arbre Mahabodhi
L'arbre Bodhi a Bodh Gaya està directament connectat amb la vida del Buda històric, també conegut com Siddharta Gautanama, qui va assolir el despertar o la percepció perfecta quan estava meditant assegut sota la seva ombra. El temple va ser construït directament a l'est de l'arbre Bodhi, suposadament un descendent directe de l'arbre Bodhi original.
Segons la mitologia budista, si no creix cap altre arbre Bodhi al recinte, l'entorn d'aquest arbre bodhi ha d'esteçar desproveït d'altres plantes, deixant una distància d'una karīsa real. Cap ésser viu, ni tan sols un elefant, pot trepitjar les immediacions al voltant de l'anomenat arbre.
Segons els jatakas, el melic de la terra es troba en aquest indret, i cap altre lloc pot suportar el pes de l'assoliment de Buda. Una altra tradició budista afirma que quan el món es destrueix al final d'un kalpa, el Bodhimanda és l'últim lloc en desaparèixer, i serà el primer en aparèixer quan el món torni a existir. La tradició també afirma que un lotus florirà allà, i si un Buda neix durant aquest nou kalpa, el lotus floreix d'acord amb el número de Budes que s'espera que sorgeixin. Segons la llegenda, en el cas del Budddha Gautama, un arbre Bodhi va sorgir el dia que va néixer.
L’arbre Mahabodhi ha estat una fita devocional a l'Índia durant diversos mil·lennis. Durant època prehistòrica, en particular, a la civilització de la Vall de l'Indus (3000 aC) es varen trobar exemplars d’aquest pipal sagrat amb aquest component devocional. Alguns erudits, mitjançant dades arqueològiques com un segell localitzat a Mohenjo-Daro, han suggerit que en època prehistòrica l’arbre bodhi es trobaria rodejat per una barana de fusta. La literatura i filosofia vèdica consideraven aquesta figuera sagrada com l’arbre del coneixement suprem (Brahma-taru) i l’arbre de la vida (jivan-taru). D’acord amb el Padma-purana l’arbre bodhi era la residència del déu Vixnu a la terra, al tronc residia el deu Xiva i a les branques es localitzava Brahma. Per altra banda, i de forma similar a l’anterior, Skanda-purana afirmava que Vixnu residia a les arrels de l’arbre bodhi; el déu Kesava vivia al tronc, Narayana es localitzava a les branques i Achiuta residia en el seu fruit. Per tant, i com evidencien els llibres sacres hinduistes, l’arbre seria el santuari dels déus a la terra i, en conseqüència, l’acció de talar aquesta figuera equivaldria a la profanació i destrucció d’un santuari.
Els textos Pali Tipitaka localitzen l’arbre Mahabodhi a una distància de tres gavutas de Gaya, en concret, a uns 15,36 km. Segons la col·lecció de comentaris de Samantapasadika la figuera sagrada és l’arbre del coneixement sobre aquests quatre camins, on Buda va aconseguir el despertar i, en conseqüència, el pipal Mahabodhi va adquirir la denominació de l’Arbre del Despertat. Durant la vida de Buda l’arbre Mahabodhi ja fou un objecte de culte distingit amb un improvisat altar i rodejat per murs com si fos un caityavrksa (arbre-santuari) o un vanacaitya (bosc-santuari). Com bé mostra el relleu de l’stupa de Bharhut l’arbre Mahabodhi i el Vajrasana (Tron Diamant) sembla que varen compartir el mateix espai de veneració.

### Arbre Mahabodhi època Maurya
L'emperador Ashoka, feroç militar i fervent adepte de Buda, va rendir homenatge a l’arbre Mahabodhi acudint diverses vegades a adorar-lo. En als edictes d’Ashoka s’esmenta que l'emperador, després de la seva coronació, va visitar l’arbre Mahabodhi com a part de la seva peregrinació al Dharma i en aquest emplaçament va iniciar una mena de festivitat anual en honor de Sambodhi. Sobre la construcció d’aquesta estructura maurya tenim constància gràcies a un relleu localitzat en una escultura de la porta est de la Gran Stupa de Sanchi, concretament, al costat frontal de l’arquitrau inferior. El relleu mostra les branques d’aquesta figuera sagrada alçant-se per damunt d’un temple de cúpula bombada. Als laterals de la part inferior del relleu ens topem amb dos esdeveniments vitals d’Ashoka. Per una banda, tenim al governant descendint d’un elefant i, per altra banda, ens topem amb la representació del rei avançant cap a l’arbre en gest devocional. Durant aquestes visites, i com es deixa constància en els textos Asokavadana, l'emperador va oferir a l’arbre Mahabodhi joies precioses, 100.000 peces d’or i va iniciar la construcció d’un petit santuari (chaitya).

### Destruccions Arbre Mahabodhi
L’actual arbre Mahabodhi sembla ser el quart o cinquè descendent d’aquest arbre bodhi original. Per tant, podem deduir que el pipal sacre va patir nombrosos processos de destrucció i replantació conseqüència de múltiples fenòmens climàtics i humans. Tanmateix, durant el període Pala, com comenta Rajendrala Mitra, els governadors d’aquesta dinastia i els birmans varen construir una plataforma al voltant de l’arbre Mahabodhi que el va elevar fins a una altura d’uns 35 peus del nivell del sòl i el va mantenir protegit.

## Emperador Aixoka
Segons les cròniques del peregrí xinès Xuanzang, qui va visitar el Temple Mahabodhi durant la dècada del 630 dC, l'emperador Ashoka, quan encara era un militar ferotge i abans de convertir-se al budisme, va intentar destruir el pipal sagrat de Bodh Gaya.

### Peregrinació en època de l'emperador Aixoka
Fonts budistes xineses esmenten grans vaixells hindús, de 150 peus de llarg i quatre pals, capaços de transportar de 600 a 700 persones i mercaderies. En un d'ells, el pelegrí budista Fahien tornava a la Xina des de Sri Lanka. Lloc de la inscripció Aixoka, la història de Xuanzang, un monjo budista xinès del segle VII que va realitzar una peregrinació a l'Índia, on va recopilar textos sagrats en sànscrit i els va traduir al xinès per a promoure la difusió del budisme a la Xina.
La conquesta del regne de Kalinga va portar a Aixoka a expressar el remordiment pel mal que havia causat als seus oponents i a proclamar el Dharma (llei sagrada budista) com una veritable conquesta guiada pels ideals de la no-violència, la tolerància religiosa i el respecte. Per a transmetre millor el missatge del dharma i promoure la comprensió del dharma per a tots, Aixoka va escriure una sèrie d'edictes sobre pilars i pedres en les parts més poblades del seu imperi en l'idioma comú pràcrit també en grec i arameu. La pràctica budista va quedar registrada en catorze textosescrits en enormes pilars de pedra stambhas repartits per tot l'imperi. Aquestes incloïen mesures associades amb l'estat de benestar actual: brindar atenció mèdica als necessitats, plantar arbres a la vora de les carreteres per a brindar ombra a les persones i els animals, cavar pous i deus, construir hostalatges, practicar la caritat i seguir els principis morals budistes. A través d'aquestes inscripcions coneixem la preocupació del rei per la difusió dels ensenyaments budistes, el benestar dels súbdits, l'harmonia entre les religions, la justícia, la política pacífica, etc.
Finalment, ens expliquen quines virtuts budistes admirava el rei i sempre ens permeten construir un quadre des de la seva perspectiva. El propi emperador va abandonar l'antic costum de viatjar i en el seu lloc va fer una peregrinació a Terra Santa. El dharma no és només per al present sinó també per a les generacions futures. Val la pena esmentar categories especials de funcionaris que se li diuen Dharma-mahamantras, aquests van ser enviats per tot l'imperi per a difondre la virtut.
La missió de Aixoka va consistir en enviar missioners als regnes independents del sud de l'Índia i les monarquies hel·lenístiques de Síria, Egipte, Cirene, Macedònia i Epir. Tradicionalment, hi ha molts monestirs i llocs de peregrinació. Amb el suport de Aixoka, els missioners van ampliar una xarxa de monestirs per tot l'Imperi de Maurici, Ceilan, Caixmir i la vall de Swat. Les restes arqueològiques mostren que els centres budistes d'aquestes zones van ser la base per a l'expansió del budisme al Sud-est Asiàtic i Àsia central.

#### Emperadriu Tisyaraksita
Segons l’Asokavadana la muller de l'emperador Aixoca, Tisyaraksita, ferotgement corrompuda per l'enveja, va contractar a una fetillera perquè destruís l’arbre Mahabodhi. De fet, Tisyaraksita va confondre el pipal sagrat per una de les amants del rei Aixoka anomenada Bodhi, a qui l'emperador regalava en secret joies i objectes preciosos. La fetillera, lleial a la reina, va lligar una corda al voltant del tronc de l’arbre Mahabodhi, va murmurar alguns mantras i, conseqüència de la seva màgia negra, la figuera sagrada va afeblir-se. Els espies de l'emperador van informar immediatament de l'esdeveniment i Ashoka va anunciar que si l'arbre de Buda sucumbia a la mort ell també expiaria. Afortunadament, Tisyaraksita es va assabentar del seu error i va ordenar revocar l'encanteri i, finalment, l’arbre va tornar a créixer radiant de vida. 

#### Emperador Pusyamitra època Shunga
Els textos Divyavadana i l’Asokavadana mencionen el rei Pusyamitra, de la dinastia Shunga, com un dels atroços destructors de l’arbre Mahabodhi. De fet, aquestes cròniques arcaiques descriuen al governador com un rei que volia acabar amb la religió budista mitjançant la persecució de monjos i la destrucció d’estructures rituals i cerimonials budistes. Un dels textos datat del segle ii, el Vibhasa, esmenta que Pusyamitra tot i haver intentat ferventment destruir el pipal sagrat de Mahabodhi finalment no ho va aconseguir.

#### Rei Hunimanta
Segons els escrits d'Alexander Cunningham, sobre les cròniques obtingudes per Taranatha, l’arbre Mahabodhi probablement fou destruït pel rei Hunimanta durant el segle I de la nostra era comuna.

#### Tempesta
Francis Hamilton-Buchanan va visitar el temple Mahabodhi l’any 1811 i va trobar el pipal sacre en ple vigor, malgrat això, aquest no superava els cent anys d’antiguitat. Els escrits de R.L Mitra mencionen una visita que va realitzar al 1863 al Temple Mahabodhi on va trobar l’arbre en un estat marcit, de fet, Cunningham el desembre de 1862, quan va visitar el complex, també va trobar el pipal en un estat completament ruïnós. Cunningham va tornar a veure el complex religiós durant l’any 1876 i es va trobar que l’última porció de l’arbre Mahabodhi havia caigut sobre el mur oest del temple fruit d'una feroç tempesta. No obstant, i gràcies a la recol·lecció de llavors per part de l'Estat, el pipal fou reemplaçat per una plàntula de l’arbre originari que mesurava un metre d’altura.

## Llac Mucalinda
La tradició diu que quatre setmanes després que Buda comencés a meditar sota l'arbre Bodhi, els cels van enfosquir durant set dies i va caure una pluja prodigiosa. No obstant això, el poderós rei de les serps, Mucalinda, va emergir de sota terra i va protegir amb el seu cos a mode de para-sol a qui era la font de tota protecció. Quan la gran tempesta va desaparèixer, el rei serp va assolir la seva forma humana, es va inclinar davant Buda i va retornar molt feliç al seu palau.
La temàtica de Buda meditant sota la protecció de Mucalinda es molt comú a la iconografia de Gautama Buddha a Laos i Tailàndia. Una versió moderna es troba present a Sala Keoku, un parc d'escultures a Nong Khai (Tailàndia).

## Construcció del temple

### Regne Kosala

#### Mur de Fusta
Els nombrosos viatges de peregrinació a l’arbre Mahabodhi es varen iniciar en vida de Buda, per tant, aquest majestuós pipal sacre va esdevenir una emblemàtica fita per fervents fidels i seguidors budistes. Durant el regne Kosala, segle VI aC, el governador i adepte budista Pasenadi va erigir un doble mur de fusta al voltant d’aquest arbre religiós en senyal de devoció i adoració. No obstant això, no fou fins a l’arribada de l'emperador Ashoka, dinastia Maurya, quan es varen edificar els múltiples santuaris votius relacionats amb els esdeveniments biogràfics de Buda.

### Establiment d'època Maurya

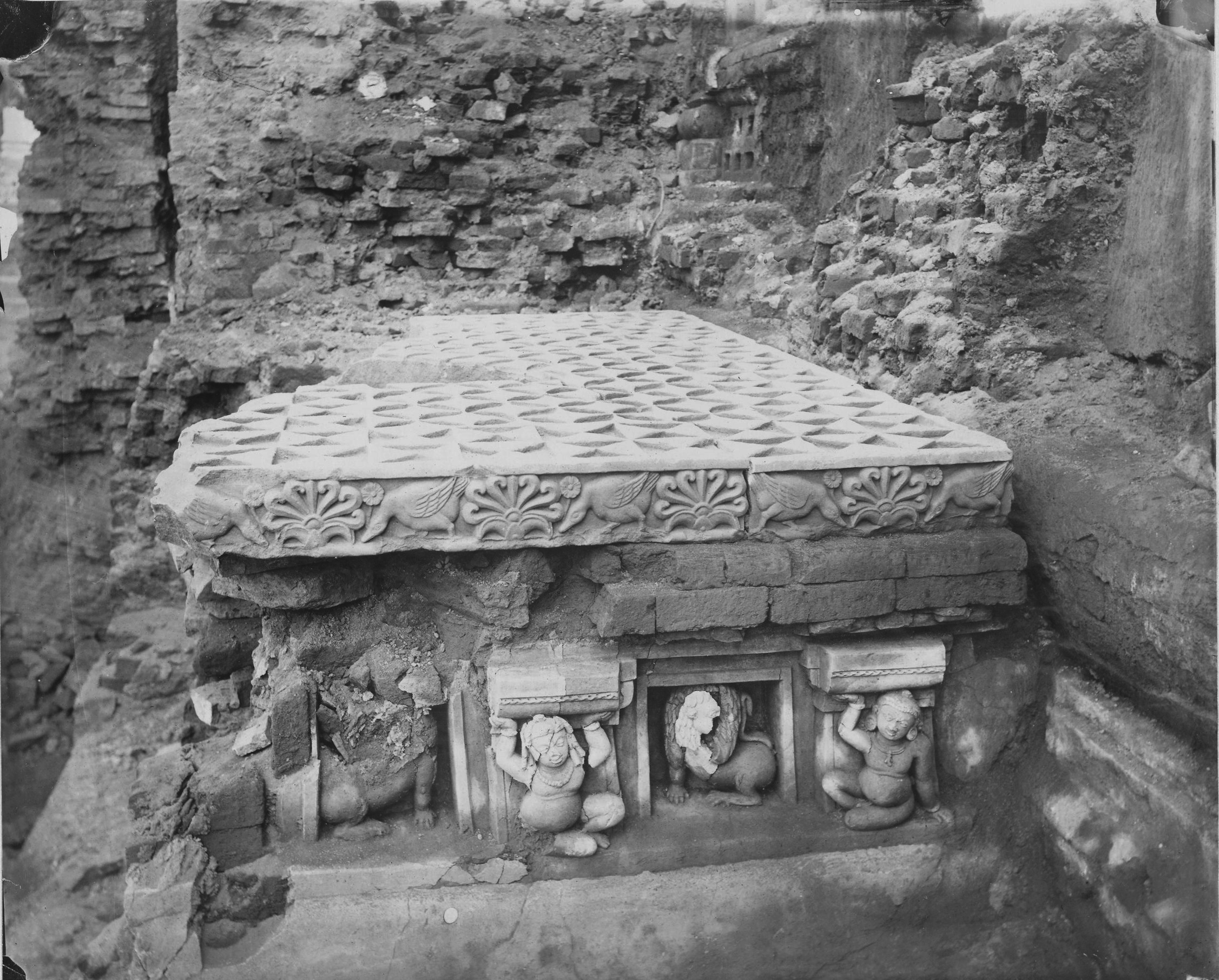
El tron admantí, datat d'època Maurya, c. 250 aC (descobert per Alexander Cunnigham, 1892).

Aproximadament 250 aC, uns 200 anys després que el Buda arribés al despertar (nirvana), l'emperador budista Ashoka va visitar Bodhgaya per a fundar un monestir i un santuari en el lloc sagrat, que avui dia ja no es conserva. De fet, durant una de les primeres peregrinacions, l'emperador (259-258 aC) va decidir edificar un santuari (bodhighara) als peus de l’arbre Mahabodhi, el qual ja es trobava rodejat per una gran barana de fusta. En particular, el viatger i peregrí xinès anomenat Xuanzang ja afirmava, uns 900 anys més tard, que al costat d’aquest arbre pipal Ashoka va manar construir un petit santuari on actualment trobem el majestuós Temple Mahabodhi.
No obstant això, queda el tron admantí, que ell va fer construir al peu de l'arbre Bodhi. Es creu que el tron dels diamants o Vajrassana, va ser construït per l'emperador Ashoka de l'Imperi Maurya entre 250-233 aC a l'emplaçament on Buda va arribar al Nirvana. Avui dia es venera i és el centre de moltes festivitats al Temple Mahabodhi.
Les representacions de l'estructura del temple primitiu destinat a protegir Bodhi es troben a Sanchi, a les toranes de l'Stupa I, que daten al voltant del 25 aC, i a un relleu tallat a la barana de l'stupa de Bharhut, datada del període Shunga (185 aC - 73 aC). L'escena que ens mostra aquest baix relleu de Bharhut és, concretament, l'estructura del temple erigit per Ashoka. Aquest bodhighara constava d’un pavelló de dos pisos sostingut per pilars octogonals, els quals protegien el Vajrasana o el Tron del Diamant.

### Estructures Shunga
La següent remodelació del bodhighara erigit per Ashoka va tenir lloc durant el període Shunga (187 – 78 aC). Tenim constància d’aquestes remodelacions gràcies a unes baranes de pedra datades de l’any 100 aC, on trobaríem una sèrie d’inscripcions dels famosos edictes d’Ashoka, les quals feien referència a lleis sobre la construcció de columnes monumentals i l'expansió de les doctrines budistes. Tanmateix, aquestes inscripcions ens proporcionen una clara evidència del patrocini noble i, sobretot, femení que es va dur a terme durant aquesta etapa.

#### Columnes amb bases en forma de test
Les estructures addicionals van ser construïdes pels Shunga. En particular, es van trobar columnes amb bases en forma de test al voltant del tron admantí. Es creu que aquestes columnes daten del s.I aC, fins al final del període Shunga. Aquestes columnes, que es van trobar a través de la investigació arqueològica a la Caminada del Buda al Temple Mahabodhi, coincideixen de manera molt precisa amb les columnes descrites als relleus trobats als pilars de l'entrada.

#### Baranes
La barana que envolta el Temple Mahabodhi a Bodh Gaya és molt antiga. Són, de fet, els antics pals de pedra sorrenca datats a voltants del 150 aC, durant el període Shunga. També es conserven panells tallats i medallons amb moltes escenes similars a la de les baranes contemporànies de Shunga a Bharhut (150 aC) i Sanchi (115 aC), encara que els relleus a l'estupa núm. II de Sanchi es consideren els més antics de tots.
| Baranes o vedika d'època Shunga de Bodh Gaya |
| Restes de la vedika conservats al Indian Museum, Kolkata. |
| Escenes devocionals |
| - Arbre de Bodhi - Arbre de Bodhi - Roda de Dharma - Roda del Dharma - Adoració de l'arbre de Bodhi |
| Animals |
| - Elefant - Centaure - Cavall - Lleó alat - Vaca alletant el seu vedell - Brau |
| Stories |
| - El jardí de Jetavana a Sravasti - El jataka de Padakusalamanava - El jataka de Padakusalamanava (dibuix) - Dona amb infant i una cabra - Devots en una cova - Escena amorosa (dibuix) - Escena amorosa - Miracle del riu - Miracle del riu (dibuix) - Devot i apsara. - Visita d'Indra a la cova d'Indrasala - Kalpa - Lakshmi - Músics - Sibi Jataka (escena de palau) - Escena agrícola |

Aquest tipus de barana es va estendre durant tot el proper segle arribant fins a finals del període Gupta (s. VII). Es caracteritza pel seu material de granit gruixut decorat amb motius vegetals elaborats i petites figures, així com estupes. Moltes parts de la barana inicial s'han desmantellat i ara es conserven a museus, com el Museu Indi de Calcuta; en aquests casos in situ trobem que s'han reemplaçat per còpies de guix.

### Imperi Kuixan
El bodhighara erigit per Ashoka també fou ampliat i renovat durant l'imperi Kuixan (segle I-II dC) pel governador o rei anomenat Huviska. Aquest fet ho tenim testimoniat en certs documents indis arcaics i d’època Gupta, però també en un pedestal d’una estàtua de Buda localitzada a l'exterior del Temple Mahabodhi. Durant una excavació a Kumrahar, al costat de Patna, durant els segles ii i iii es va trobar una placa de terracota amb una representació d’un temple constituït amb una torre i es va suggerir que fou el prototip estructural que es va establir durant època Kuixan. Tanmateix, l’indòleg noruec Sten Konow no creia que aquesta placa fos una representació del Temple Mahabodhi, perquè en ella el bodhighara mancava d’una terrassa superior, de les seves quatre torres i dels seus quatre temples situats als punts cardinals.

### Temple piramidal actual
El canvi més profund en l'estructura del temple va tenir lloc durant el període Gupta (319 – 570 dC) degut a dos esdeveniments rellevants. Per una banda, durant la segona meitat del segle IV dC la peregrinació va ser imposada pel rei Samudragupta, qui va permetre als habitants i monjos de Sri Lanka erigir-se una mena de monestir (Sagharama) prop de l’arbre Mahabodhi. Per altra banda, durant època Gupta es posen de moda els temples de maó i grans torres. Per tant, el bodhighara d’època Ashoka i Kuixan amb els Gupta pateix una remodelació i es transforma en una estança rectangular (garbhgrha) amb un mínim de motllures a les quals s’accedeix a través de pòrtics o entrades tallades amb un alt grau de bellesa.

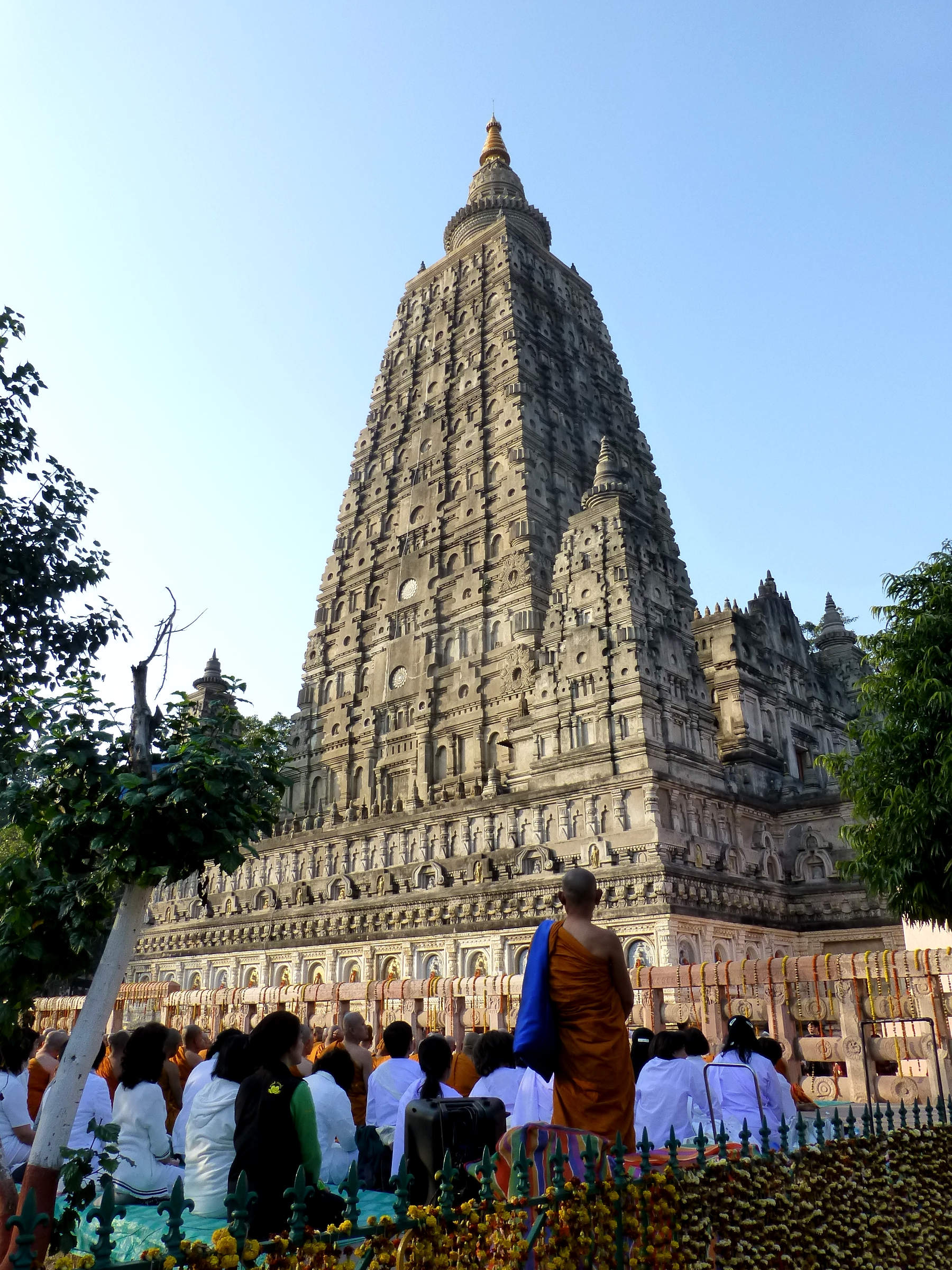
Remat piramidal del temple de Mahabodhi (shikhara).

L'estructura piramidal actual del Temple Mahabodhi és datada durant l'Imperi Gupta, als segles V-VI dC. De totes maneres, aquesta pot representar una restauració de treballs anteriors del s. II-III: una placa de Kumrahar datada del 150 a 200 dC, basada en inscripcions Kharoshthi i troballes de monedes Huvishka apunten cap aquesta direcció. Aquestes mostren el Temple Mahabodhi en la seva forma actual amb una piràmide truncada esglaonada i una petita stupa hemisfèrica a la part superior. Això ha estat confirmat mitjançant excavacions arqueològiques a Bodh Gaya.
Es creu que el temple en forma de piràmide truncada deriva del disseny de les stupes esglaonades que van desenvolupar a Gandhara. El Temple Mahabodhi va adaptar el disseny Gandhara: una successió d'esglaons amb nínxols que contenien imatges de Buda, alternant amb pilars grecoromans amb una stupa al damunt, com es veuen a les stupes de Jaulian. L'estructura està coronada per la forma d'una stupa hemisfèrica coronada per rematades, formant un allargament lògic de les stupes esglaonades de Gandhara.
Aquest disseny piramidal truncat també va marcar l'evolució de l'estupa anicònica dedicada al culte de les relíquies, al temple icònic amb múltiples imatges del Buda i Bodhisattvas. Aquest disseny va ser molt influent en el desenvolupament del temples hindús posteriors. La torre shikhara amb un amalaka a prop del cim es considera més característica dels temples hindús. Tanmateix, el Temple Mahabodhi i la seva torre sikhara van patir una transformació escultòrica. Els acabats exteriors d’aquest monument religiós esdevenen rugosos i amb representacions florals i d’animals. Per tant, durant aquest període Gupta, les imatges escultòriques comencen a traslladar-se cap als murs exteriors de l'estructura ritual.
El temple s’eleva sobre un imponent podi de dues alçades i s’accedeix a través d’un impressionant pòrtic, el qual protegeix l'emplaçament sacre principal on els murs han patit un engrossiment considerable respecte el bodhighara arcaic i, en conseqüència, l'espai d’aquest santuari principal ha disminuït. Des de la terrassa de la part superior s’eleva el majestuós sikhara compost per costats rectilinis, pel qual s’accedeix al santuari superior a través d’un gran pòrtic. Aquest shikhara està coronat per un amalaka finalitzat en un stupa de petites dimensions i un chattravalli, una successió de chattras o ombrel·les superposades. L'estructura exterior del temple consta d’uns nínxols acabats en gavaksas i cada nivell es mantenia separat per motllures horitzontals.
Posteriorment, a finals del període Gupta, els habitants i els monjos de Sri Lanka van sol·licitar permís per edificar, al voltant de l’arbre Mahabodhi, un monestir Mahavihara d’estil Gupta. Els governants d’aquesta etapa es van mantenir allunyats de tot això i, per aquesta raó, el patrocini d’aquest monument religiós va passar als peregrins i als missioners enviats per governants o reis estrangers. Després d’aquest període van succeir quatre segles on el temple cau en decandència, en l’abandonament i en la ruïna i el complex ritual, gràcies al seu rerefons sacre, comença a rebre cultes cerimonials múltiples. No és fins a la dinastia Pala (segle VIII – XII dC) i la dinastia Sena (segle xii) quan la zona de l’actual Bihar tornar a estar governada i patrocinada per reis budistes. Concretament, gràcies a Taranatha, sabem que durant el segle xi dC el temple va patir danys estructurals conseqüència d’un greu incendi, no obstant això, durant l’any 1010 es varen iniciar algunes remodelacions en l'estructura del Temple Mahabodhi per part de Mahipala I. Tanmateix, durant aquest període estable i de relativa pau dinàstica, a Bodhgaya es varen edificar nombroses stupes votives. De fet, aquests santuaris es van erigir mitjançant una estructura composta per quatre nínxols i els murs de l'estança es varen decorar mitjançant relleus geomètrics o motius florals.
Durant els segles XII i XIII els birmans remodelen i renoven l'estructura del temple alterant significativament el disseny original del complex religiós. L’últim rei budista que va reformar el temple fou Asókaballa de Sapadalaksa durant l’any 1157, el qual va estar constantment sota la supervisió d’un monjo budista anomenat Dharmaraksita. Posteriorment, el complex religiós queda en ruïnes i durant la dècada de 1880 el temple va romandre en un estat decadent fins a la reconstrucció o restauració per part dels britànics. El Temple va ser restaurat pels britànics i l'Índia després de la independència.

## Estil arquitectònic i representacions iconogràfiques
El temple Mahabodhi és una de les estructures de maó més antigues que han sobreviscut a l'est de l'Índia. Es considera un bon exemple de maó indi i va ser molt influent al desenvolupament de tradicions arquitectòniques posteriors. Segons la UNESCO: "El temple actual és una de les primeres i més imponents estructures construïdes enterament en maó al període Gupta" (300-600 dC).
La torre central del s'eleva 55 metres i està envoltada per quatre torres més petites, construïdes en el mateix estil. Aquestes quatres són baranes de pedra de 2m d'alçada de dos tipus diferents en quant estil i materials. Els més antics, fet de gres, són del 150 aC, i els altres, construïts a partir de granit gruixut sense polir; es creu que són de període Gupta.
Les baranes més antigues són suport de representacions com ara Lakshmi, la deessa hindú/budista de la riquesa, banyada per elefants; i Súrya, el déu hindú del sol, muntant un carro tirat per quatre cavalls. Les baranes més actuals tenen figures d'estupes (santuaris reliquiaris) i garudes (àguiles). Les imatges de flors de lotus també apareixen de manera comú.
Les imatges del lloc inclouen: Avalokitesvara (Padmapani, Khasarpana), Vajrapani, Tara, Marichi, Yamantaka, Jambhala i Vajravārāhī. Les imatges de Vishnu, Shiva, Súrya i altres divinitats vèdiques també estan associades amb el lloc.

## Vajrasana

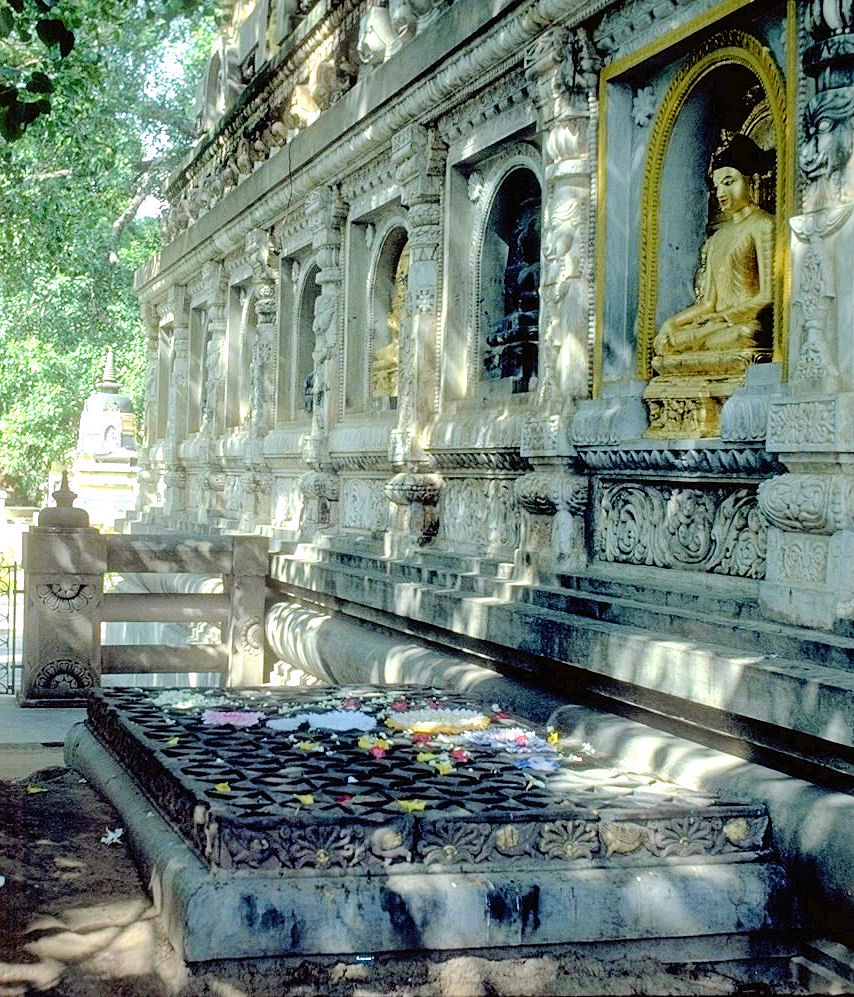
Vajrasana o Tron de Diamant al Temple de Bodh Gaya.

El Vajrasana o Tron de la Il·luminació de Buda, és una antiga llosa de pedra col·locada sota l’arbre Bodhi, al costat del temple Mahabodhi a Bodh Gaya. Es diu que la llosa la va col·locar l'emperador Maurya Aixoka el Gran, entre el 250 i el 133 a.C., al lloc on Buda va meditar i va arribar al Nirvana.
El Vajrasana és la bodhimanda (seient o plataforma de la il·luminació) de Sidharta Gautama. I, encara que aquest va ser el lloc on Buda va aconseguir arribar al Nirvana, alguns textos tibetans també utilitzen el terme Vajrasana per referir-se al mateix lloc religiós de Bodh Gaya.
La imatge del tron buit era una de les representacions de devoció durant el primer budisme (aniconisme), a mode memorial (cetiya) o relíquia simbòlica. Algunes de les imatges més primerenques de la iconografia budista mostren devots agenollats davant del tron buit.

### Descobriment
Tant les restes del temple de Mahabodhi, realitzat per l’emperador Aixoka, com el propi Vajrasana, varen ser excavats per l’arqueòleg britànic Alexander Cunningham, qui va publicar el seu descobriment i les investigacions relacionades amb el temple Mahabodhi al seu llibre Mahabodhi, or the great Buddhist temple under the Bodhi tree at Buddha-Gaya, publicat l’any 1892.
La llosa del tron es remunta a l’època d’Aixoka, quan l'emperador va construir el primer temple de Bodh Gaya al voltant de l'arbre Bodhi l’any 260 a.C. El tron es va trobar, inicialment,  amagat darrere d'un tron de majors dimensions de l'Imperi Kuixan. Es creu que el Vajrasana es trobava originàriament als peus de l'arbre Bodhi.

### Descripció
Tal com es conserva actualment, el Vajrasana és una llosa ample de pedra sorrenca grisa polida de gairebé dos metres i mig de llarg, un metre i mig d’ample i quinze centimetres de gruix. La superfície de la part superior estava completament tallada amb dibuixos geomètrics, amb decoració circular al mig i una doble vora de quadrats.

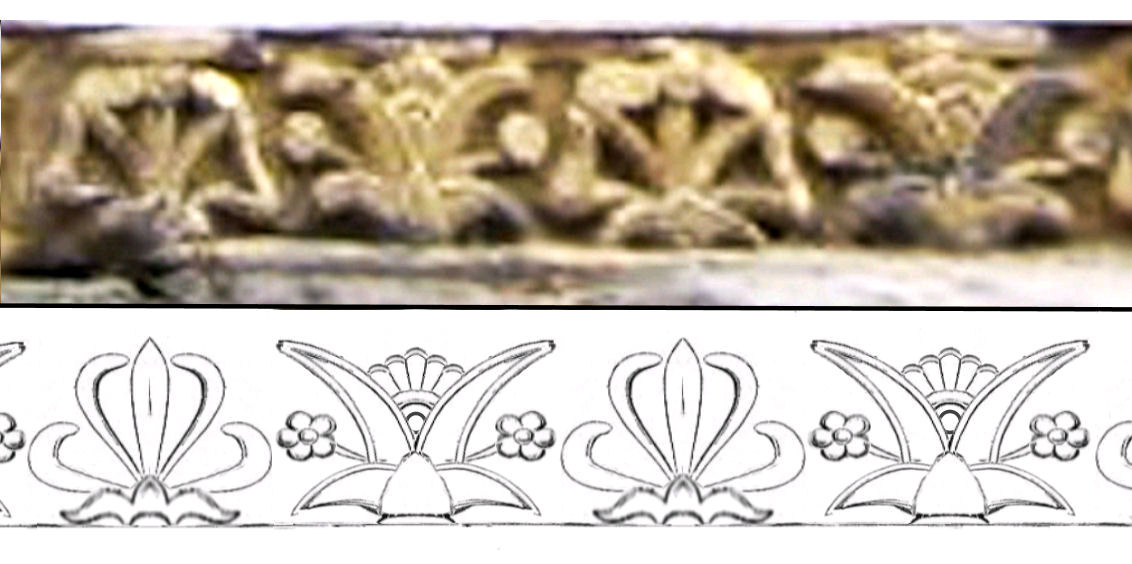
Decoració en relleu del fris frontal del Vajrasana.

Les decoracions esculpides en el Vajrasana reflecteixen, clarament, les decoracions que es troben als Pilars de l’emperador Aixoka. El Vajrasana té una banda decorativa als laterals de talles de xuclamels i oques, decoracions que també es poden trobar en molts dels capitells dels pilars de Aixoka. Les decoracions de la part posterior representen coloms, els quals es troben ocults a la vista en l’actualitat. Les oques hamsa són un símbol molt recurrent en els pilars de l’emperador maurya, i poden simbolitzar els devots que acudeixen a la fe.
El fris de la part davantera és minimament diferent. Es tracta de lotus estilitzats amb múltiples sèpals, alternats amb palmetes de flames, d’un estil més senzill en comparació amb el dels laterals.
El Vajrasana té talles a tots els costats, cosa que indica que el temple original construït per Aixoka (Bodhigriha) era una estructura hammiya oberta per tots els costats. La petita escultura als peus del tron és probablement d'origen posterior, d'època Kushan o Gupta.

### Aixoka
El Vajrasana va ser construït per l’emperador Aixoka, per commemorar el lloc on el Buda va aconseguir la il·luminació. Es creu que Aixoka va visitar el temple l'any 260 a.C., tal com es descriu en el seu vuitè edicte. En aquest edicte es descriu el viatge a Bodh Gaya com Sambodhi ("il·luminació completa") o Uruvela (el nom propi de Bodh Gaya, esmentat al Pahamauruvelasutta d'Anguttara Nikaya i el Bodhi Sutta de l'Huddaka Nikaya i molts altres de Pali Canon).

## Restauració
Durant els segles XI i XIX, els governants birmans van ocupar de la restauració del conjunt del temple i la paret circumdant. Al 1880, el govern colonial britànic de l'Índia va començar a restaurar el Temple Mahabodhi sota la direcció de Sir Alenxander Cunningham i Joseph David Beglar. Al 1885, sir Edwin Arnold va visitar el lloc i sota la guia de Ven (Weligama Sri Sumangala) va publicar diferents articles cridant l'atenció dels budistes sobre les deplorables condicions de Bodh Gaya.

## Actualitat
Avui en dia el temple pertany a l’estat de Bihar i és subministrat per una entitat multinacional a la qual pertanyen treballadors de diversos països budistes com per exemple Sri Lanka, Japó o Camboya. Així i tot, totes les descobertes materials fetes al temple pertanyen a l'Índia.

## Complex de temples de Mahabodhi a Bodhgaya. Patrimoni de la Humanitat

### Justificació de la UNESCO
El complex del Temple Mahabodhi és de gran importància, perquè fou el lloc on Siddhartha Gautama va aconseguir la Il·luminació (nirvana). En l’actualitat, aquest monument és venerat com un lloc sacre de pelegrinatge budista internacional i, a més, es considera el bressol d’aquest credo. El complex s’inscriu des del 2002 com a monument de Patrimoni de la Humanitat, perquè conté diverses evidències historico-artístiques excepcionals, les quals s’han de preservar i transmetre universalment:
- Criteri I: El Temple Mahabodhi és un monument rellevant, d’uns 50 m d’alçada datat dels segles V-VI, perquè fou una de les primeres construccions en maó existents dins del subcontinent indi.

- Criteri II: El Temple Mahabodhi és un dels únics supervivents d’aquestes primeres estructures en maó a l'Índia, el qual ha tingut una influència significativa en el desenvolupament d’arquitectures religioses posteriors.

- Criteri III: El territori al voltant del Temple Mahabodhi proporciona registres emblemàtics dels múltiples esdeveniments relacionats amb el cicle vital de Buda i el seu culte posterior.

- Criteri IV: El temple actual és una de les estructures més arcaiques i imponents erigides a finals de la dinastia Gupta.

- Criteri V: El complex del Temple Mahabodhi a Bodhgaya manté una relació directa amb la vida de Buda, perquè fou l'emplaçament on aquest príncep va obtenir el coneixement suprem.

## Integritat
Com ja s’ha esmentat anteriorment, el temple integra tots els requisits necessaris per ser un bé de valor universal excepcional. Segons diverses proves i textos històrics, s'ha arribat a la conclusió que les parts del temple segurament van ser fetes en èpoques distintes. La part principal del temple que és el seient de Buda (Vajrasana), i l’arbre Bodhi sota el qual Buda va arribar a aquesta il·luminació pertanyen a diverses èpoques del temple.
S'ha determinat que el temple principal es data del segle V i VI aproximadament, tot i que ha patit diverses remodelacions. De fet, es considera el temple més antic i millor conservat en relació amb l’arquitectura feta amb maó a l'Índia. Dels segles XIII a XVIII el temple es va abandonar, i no va ser fins al segle XIX que es van iniciar les restauracions, culminant al segle xx.
L'edifici es podria dir dons, que es conserva de forma íntegra, ja que tot i haver patit canvis, l'estructura actual es manté molt semblant a la original. De fet, moltes de les parts que avui en dia es poden observar son originals, per tant, segueix la forma, l'estil i la construcció original.

## Autenticitat
Segons la tradició del Bodh Gaya, es creu que Buda va arribar a la il·luminació en aquell lloc concret. S’ha documentat des d'època d’Aixoka, el gran emperador, que es va construir el primer temple l'any 260 aC quan aquest va visitar el lloc per pregar a l’arbre Bodhi, encara viu. Textos budistes de les tradicions Theravashan i Mahayanan parlen clarament d’aquest moment en el qual Buda arriba a la il·luminació en Bodh Gaya, per això avui en dia aquest lloc es venerat com un dels llocs més sagrats de tota l'índia i de tota la religió budista. Aquestes raons confirmen i validen l’ús, funció, entorn i ubicació del temple.

## Requisits per la protecció i gestió[38]
Segons la Llei de Temple Bodh Gaya del 1949 és el govern de l'Estat qui s’encarrega de la gestió i protecció de la propietat mitjançant el Comitè de Gestió del Temple Bodhgaya (BTMC) i la Junta Consultiva. Trimestralment, hi ha una reunió del comitè on s'avaluen els treballs de manteniment i conservació, la gestió turística, el pelegrinatge… Vuitanta-cinc són els membres que conformen aquest comitè, i d’aquests uns cuaranta-cinc treballen activament en el temple (jardiners, membres de seguretat…).
Tenint en compte l’entorn del temple (tant urbà, com rural) es considera prioritat la creació d’una àrea de tancament amb unes normes concretes perquè la propietat estigui ben protegida. Per aquesta raó es plantegen diversos projectes com per exemple la construcció de llocs dins del mateix recinte que permetin seguir amb les creences del temple.
Les idees i activitats de desenvolupament dins del recinte han d'estar pensades tenint en compte les normes i reglaments del Pla d'actuació del lloc (establertes òbviament pel Govern de Bihar). A més a més totes les restauracions i manteniments de qualsevol objecte que pertany al recinte es fan per part de la guia experta de Servei Arqueològic de l'Índia. Es important mencionar que el 100% del finançament de tots aquests actes es graciés a les donacions dels devots/pelegrins, que no deixa de créixer gràcies a la visites constants.
A causa d'aquest flux constant de turistes, tant locals com internacionals, sorgeix la necessitat d’ampliar les instal·lacions i els serveis que s’ofereixen amb relació al recinte. Això fa que s’hi hagi d'avaluar de manera constant l’impacte que tenen tots aquests inputs externs (ciutat, zona rural, turistes…) en el significat, funció i religiositat del temple.
El comitè de Gestió no deixa de treballar per portar a terme el manteniment del temple i del seu recinte de forma sostenible. S’han platejat idees com per exemple la utilització d’energia solar.

## Rèpliques del Temple Mahabodhi
El Temple Mahabodhi és una de les estructures budistes més reproduïdes, tant en temples com en rèpliques en miniatura:

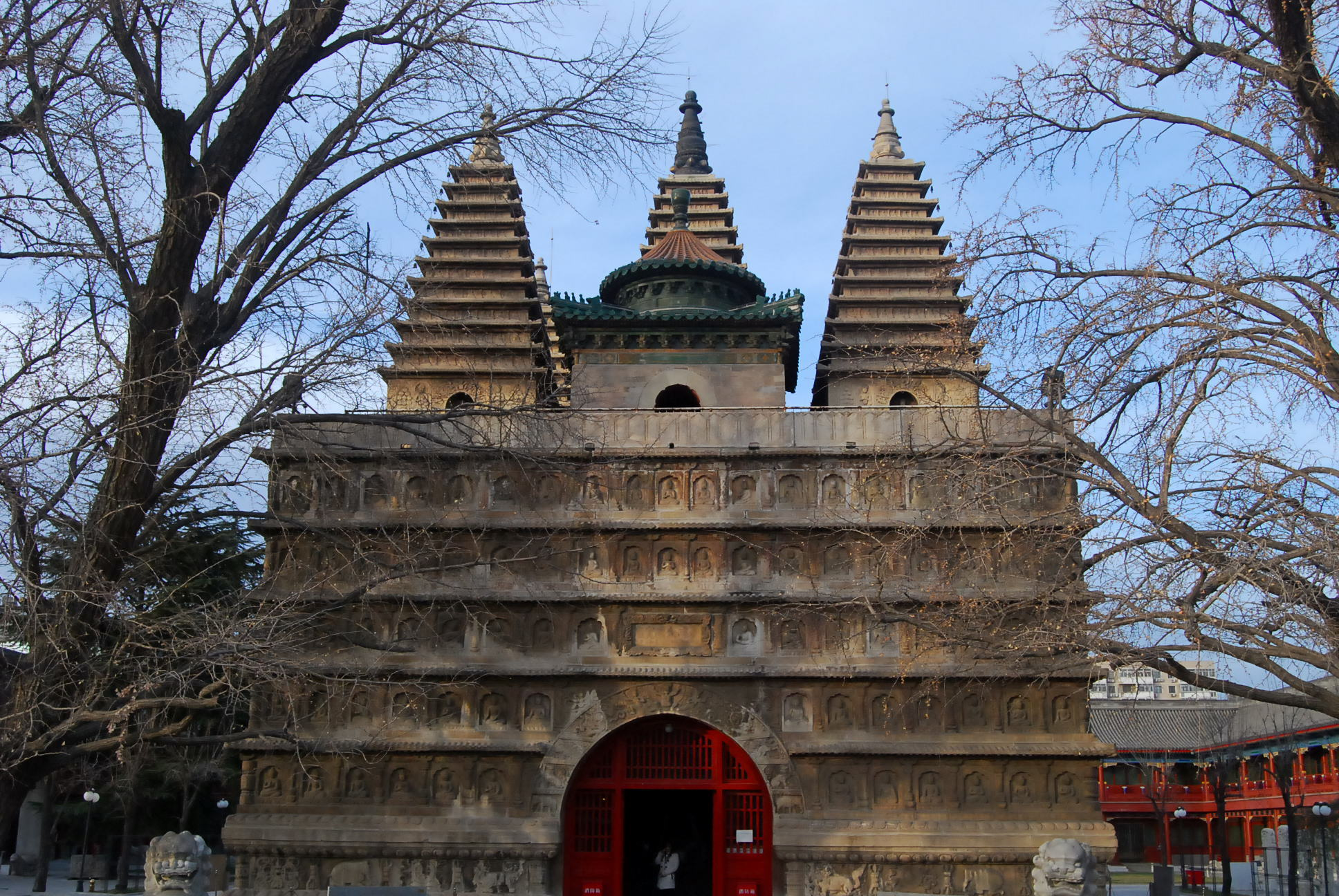
Stupa del tron de diamant al templo de Zhenjue (Beijing, Xina).

- Temple Zhenjue, Beijing (Xina). 1473[41]
- Temple Mahabodhi, Bagan, (Birmània). 1211-1235
- Wat Chet Yot, Chiang Mai, (Tailàndia). Construcció encarregada pel rei Tilokarat l'any 1455. El temple serveix com a centre de pelegrinatge per aquelles persones que han nascut en l'any de la serp.
- Pagoda Thatta Thattaha Maha Bawdi, Myanmar (Birmània). Finalitzat al 2014. La pagoda alberga rèpliques de llocs clau de la vida de Gautama Buda.
- Rèplica de Bodh Gaya Chedi (Chedi Phutthakhaya Chamlong) a Wat Yannasangwararam, província de Chonburi, (Tailàndia). Parts que daten dels segles II o III, d'altres que daten del segle VII d.C (la majoria). S'han fet restauracions al segle xx.